# Montebello Hockey e Pattinaggio 2023-2024
Questa voce raccoglie le informazioni riguardanti il Montebello Hockey e Pattinaggio nelle competizioni ufficiali della stagione 2023-2024.

## Maglie e sponsor
| 1ª divisa | 2ª divisa |

## Organigramma societario
Dati aggiornati alla stagione 2023-2024, tratti dal sito internet ufficiale della Federazione Italiana Sport Rotellistici .
- Presidente: Gabriele Iselle
- Vicepresidente:
- Segretario:
- Direttore sportivo:
- Addetto stampa: Gabriele Pelizzaro

## Organico

### Giocatori
| N° | Naz.                  | Ruolo | Sportivo             |  |  |  |
| -- | --------------------- | ----- | -------------------- |  |  |  |
| 1  | Argentina (bandiera)  | P     | Juan Carrion Zanetti |  |  |  |
| 5  | Argentina (bandiera)  | D     | Patricio Ipinazar    |  |  |  |
| 6  | Italia (bandiera)     | A     | Andrea Borgo         |  |  |  |
| 7  | Italia (bandiera)     | A     | Luca Lombardi        |  |  |  |
| 8  | Italia (bandiera)     | A     | Alberto Peripolli    |  |  |  |
| 11 | Italia (bandiera)     | A     | Simone Bolla         |  |  |  |
| 17 | Italia (bandiera)     | P     | Michael Nardi        |  |  |  |
| 73 | Italia (bandiera)     | A     | Matteo Loguercio     |  |  |  |
| 77 | Italia (bandiera)     | D     | Alex Zordan          |  |  |  |
| 79 | Portogallo (bandiera) | A     | Thomas Cardoso       |  |  |  |

### Staff tecnico
- Allenatore:  Mauro Zini

## Mercato
| Acquisti | Acquisti             | Acquisti                       | Acquisti |
| R.       | Nome                 | da                             |          |
| -------- | -------------------- | ------------------------------ | -------- |
| A        | Simone Bolla         | Montebello (Settore giovanile) |          |
| A        | Andrea Borgo         | Forte dei Marmi                |          |
| A        | Thomas Cardoso       | Murches                        |          |
| P        | Juan Carrion Zanetti | Bancaria                       |          |
| D        | Patricio Ipinazar    | CGC Viareggio                  |          |
| A        | Matteo Loguercio     | Vercelli                       |          |
| A        | Luca Lombardi        | Forte dei Marmi                |          |

| Cessioni | Cessioni               | Cessioni          | Cessioni |
| R.       | Nome                   | a                 |          |
| -------- | ---------------------- | ----------------- | -------- |
| A        | Pierluigi Amendolagine | ?                 |          |
| A        | Alex Borregan          | Valdagno          |          |
| A        | Elia Canesso           | Sandrigo          |          |
| A        | Giovanni Clodelli      | ?                 |          |
| A        | Mattia Ghirardello     | Sandrigo          |          |
| A        | Bernardo Marques       | Juventude Pacense |          |
| D        | Cosimo Mattugini       | Vercelli          |          |
| P        | Leonardo Pais          | Porto             |          |